# Via Cassia

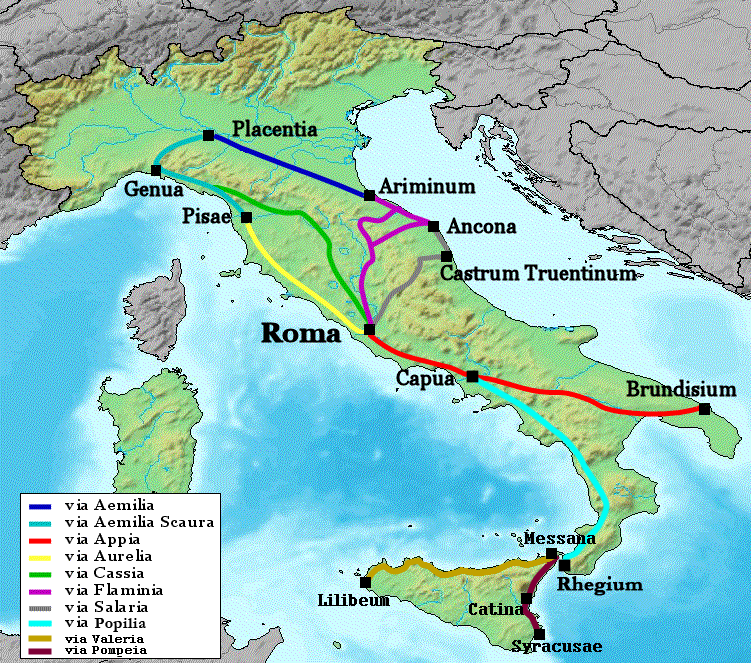
Das römische Straßennetz. Die Via Cassia in grün.

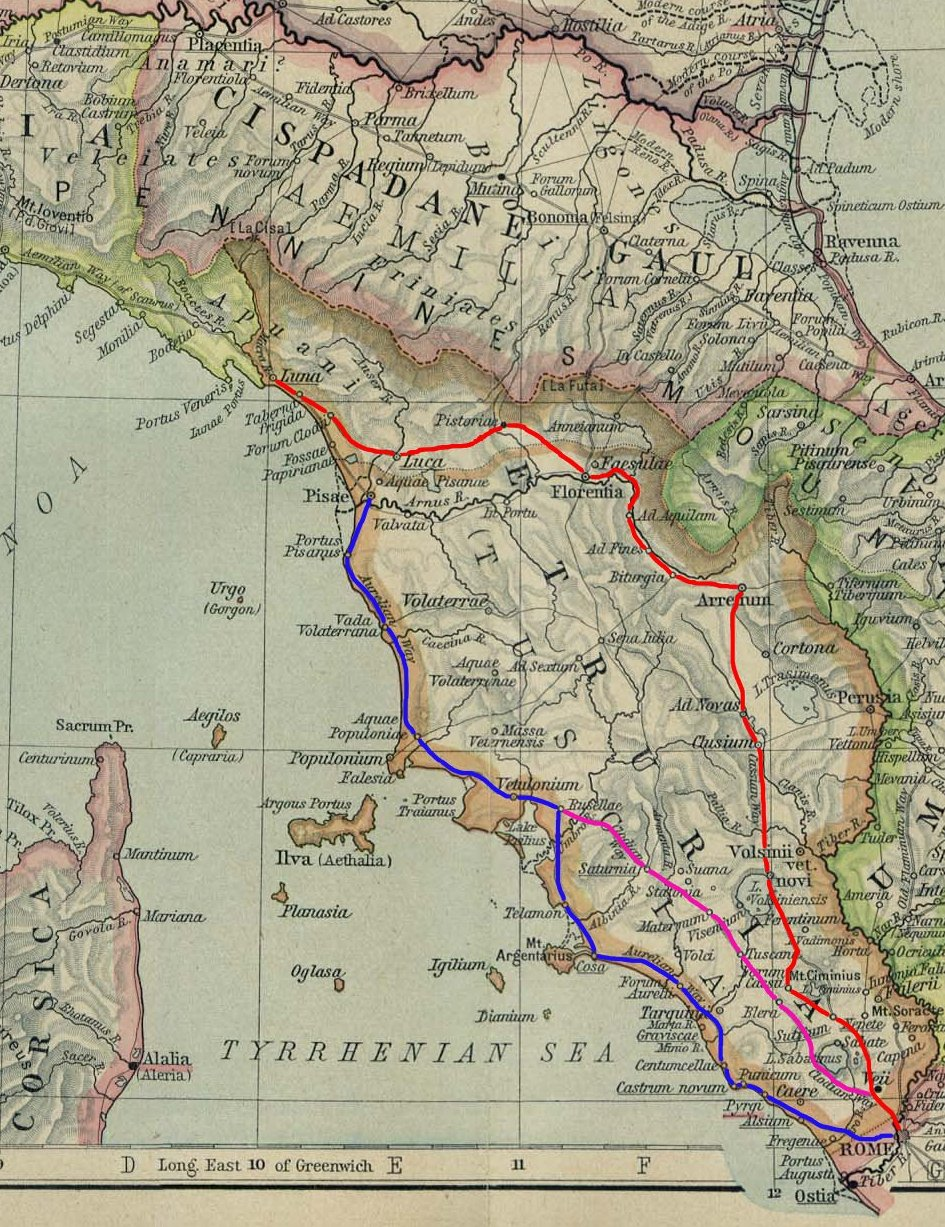
Die Via Cassia (in rot) mit ihrer Fortsetzung nach Luca (Lucca).

Die Via Cassia (Cassische Straße) ist eine von der gens Cassia (Cassier) angelegte römische Straße, die von Rom in die Toskana führt. Mit der Anlage der Via Cassia wurde nicht vor dem Jahr 241 v. Chr. begonnen.
Von Rom aus verlief sie über Veji und Sutrium (Sutri) und Forum Cassii (bei Vetralla), bei Volsinii novi (Bolsena) am Lacus Volsiniensis vorbei ins Tal des Clanis bis kurz vor Clusium (Chiusi). Das Forum markiert hierbei die Mitte der Straßengesamtstrecke; dies war bei den Straßen, die von den Römern erbaut wurden, so üblich. Die Via Cassia war damit rund 130 Kilometer lang. 
Es ist heute schwer, die originale Streckenführung der Straße nachzuvollziehen, weil sie in nachantiker Zeit durch die Nähe zu Siedlungen oftmals in ihrem Streckenverlauf abgelenkt worden ist. Selbst die alten Routenverzeichnisse widersprechen sich in einigen Punkten. Aus diesem Grund kann man nicht mit hundertprozentiger Sicherheit die ursprüngliche Straße definieren.
Obwohl sie in der Antike erbaut worden war, behielt sie bis ins Mittelalter eine gewisse Bedeutung. Sie galt, weil sie noch verhältnismäßig gut erhalten war, als eine der wichtigsten Verbindungen von Norditalien nach Rom. Vor allem mit ihrer Breite, die bis zu 3 m betragen konnte, ließen sich schnell größere Truppen bewegen. 
In der Annahme, dass Karl der Große zu seiner Zeit die Straße benutzt haben könnte, wurde sie zeitweise als Teil der Via Francigena („Frankenstraße“) benannt. 
Auch ist zu beobachten, dass im Laufe der Zeit einige Steine, die von der Straße stammten, zum Bau von Gebäuden (z. B. Häuser oder Gräber) benutzt wurden. Doch nicht nur die Via Cassia, sondern auch andere Straßen teilten sich dieses Schicksal, das der allgemeinen Rohstoffknappheit im Mittelalter zuzuschreiben ist. 
Ihre Fortsetzung führte von Clusium (Chiusi) über Arretium (Arezzo), Florentia (Florenz) nach Luca (Lucca), und schließlich weiter nach Genua.

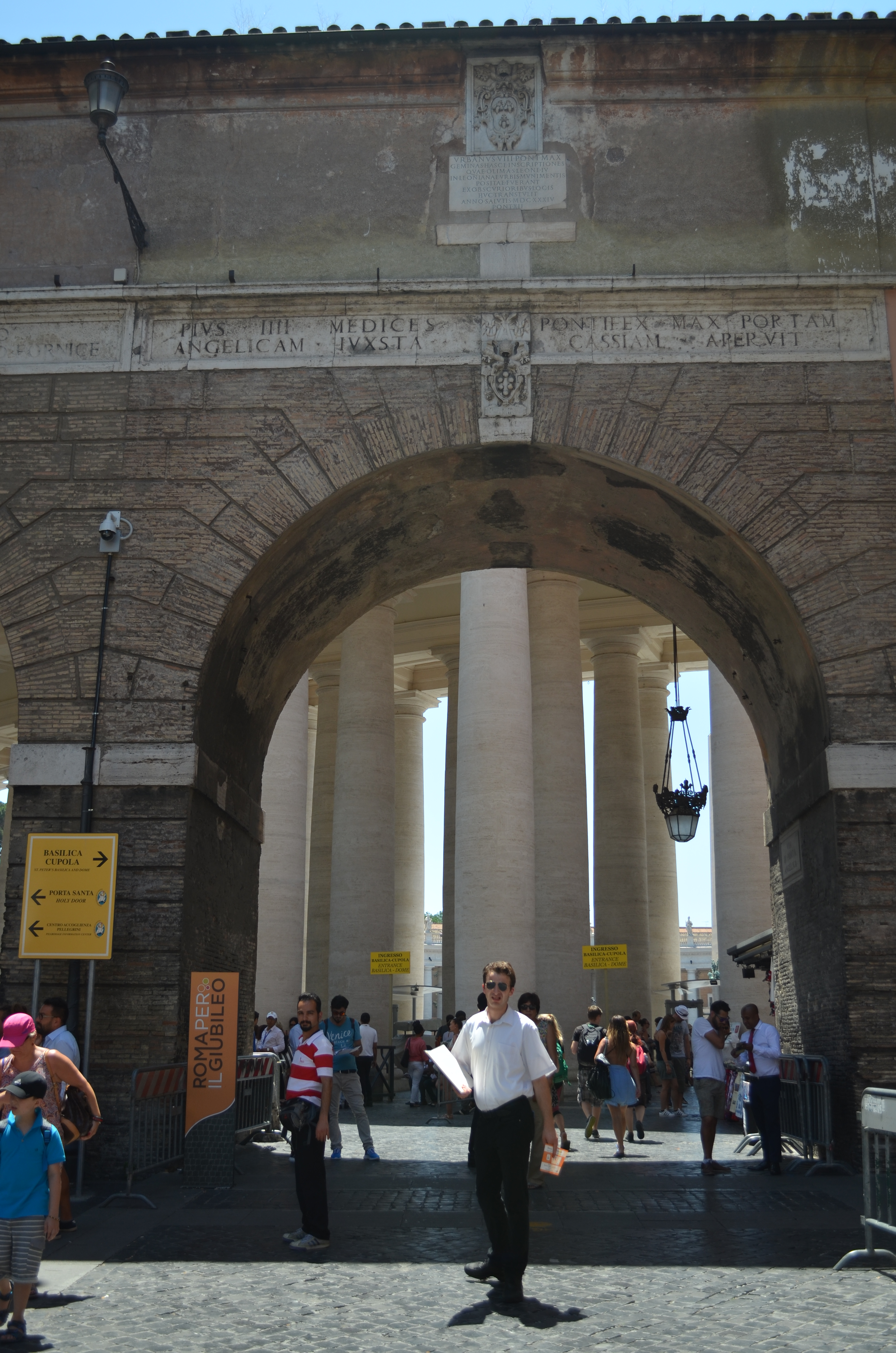
Torbogen von der Via di Porta Angelica zum Petersplatz mit Inschrift

Papst Pius IV. († 1565) verfolgte den Plan, die Via Cassia in Rom von der Milvischen Brücke im Norden über die heutigen Straßen Via Capoprati, Viale Angelico und Via Ottaviano durch die Porta Angelica zum Petersplatz zu führen. Daran erinnern die Inschriften am westlichen (alten) Torbogen durch den Passetto zum Petersplatz:
Nordseite zur Via di Porta Angelica:
PIVS IIII MEDICES PONTIFEX MAX PORTAM ANGELICAM IVXSTA CASSIAM APERVIT
„Papst Pius IV. Medici öffnete die Porta Angelica an der Via Cassia.“
Südseite zum Petersplatz:
PIVS IIII MEDICES PONTIFEX MAX VIAM ANGELICAM TRIBVS MILLIBVS PASSVVM AD CASSIAM DVXIT
„Papst Pius IV. Medici führte die Via Angelica drei Meilen bis zur Via Cassia fort.“
Der Verlauf der Via Cassia in Italien wird noch heute durch die Staatsstraße 2 (SS 2) nachgebildet, die auch den Namen Cassia trägt.